# رود شور (تهران)
رود شور نام رودی در جنوب تهران و در شمال شهر پرندک شهرستان زرندیه است. این رود یکی از بزرگ‌ترین رودهای حوضه آبریز دریاچه نمک قم است. رود شور از استان زنجان سرچشمه گرفته و پس از عبور از استان قزوین و جنوب غرب استان تهران و شهرستان زرندیه، به شهرستان ری می‌رسد. شاخه‌های مشهور این رود عبارتند از: خررود، ابهررود و کردان رود. حوضه آبریز آن دارای مساحتی حدود ۱۰۸۲۳ کیلومتر مربع می‌باشد.
رود طولانی شور با جهت شمال غربی ـ جنوب شرقی، عرض شهرستان ری را طی می‌کند. این رود از ۶ کیلومتری جنوب حسن‌آباد فشاپویه عبور می‌کند و به شوره‌زار شرق دریاچه حوض سلطان قم می‌ریزد. رود شور در بخشی از شهرستان ری به موازات رود کرج و در جنوب آن و با فاصله متوسط ۱۰ کیلومتری روان است و با طی یک قوس بزرگ راستگرد از فشاپویه ری خارج و به دهستان قمرود شهرستان قم وارد می‌شود. این رود ۴۲۰ کیلومتر طول دارد.
دبی رود شور در ایستگاه هیدرومتری پل آصف الدوله بر اساس مقادیر متوسط، حداکثر و حداقل جریان ماهانه طی سالهای ۱۳۴۸ تا ۱۳۷۹ در جدول زیر ارائه شده است.